# معركة صور باهر (1948)
معركة صور باهر (1948)، هي معركة حدثت قُبيل النكبة في 17 فبراير 1948 م. دارت أحداثها عند قرية صور باهر، وهي قرية فلسطينية تحتل موقعًا استراتيجيًا بالقرب من القدس وبيت لحم. وتُعد هذه المعركة ملحمة من البطولات العربية -آنذاك- بالرغم من قلة السلاح المُتاح للعرب، حيث يذكر المُحارب المقدسي محمد جاد الله: «... خيبة الأمل من الحكومات العربية التي لم تزود الفلسطينيين المدربين عسكريا بالأسلحة وما يلزمهم لمواجهة عصابات الأرغون وشتيرن وسفاي لومي والهاغاناه الصهيونية، التي ترك لها الانتداب البريطاني كل معداته في المعسكرات المنتشرة في أنحاء فلسطين»، بينما تدفق المتطوعون من مصر والأردن للمساعدة في صد هجمات العصابات الصهيونية.

## الموقع
تقع قرية صور باهر إلى الجنوب الشرقي من مدينة القدس، ويحدها من الغرب بلدة بيت صفافا، ومن الجنوب بيت ساحور، ومن الشرق جبل المكبر والسواحرة، ومن الشمال سلوان. وتبعد القرية عن مدينة القدس أقل من 6 كم، إضافة إلى أنها قريبة من بيت لحم، مما جعل موقعها يمثل موقعًا استراتيجيًا لقُربه من كلا من مدينتي القدس وبيت لحم. وقد أُقيمت منازل القرية على مجموعة من المرتفعات والأودية التي تحيط بها حتى جعلتها على شكل المثلث.

## أحداث المعركة
كان هناك مُقدمات لمعركة صور باهر، حيث قامت العصابات الصهيونية في 17 فبراير 1948 م بافتعال قتال عند مدخل الحي اليهودي في البلدة القديمة، فقُتل عربي وجُرح آخر وجُرح 4 من اليهود. وأدرك العرب أن هذا القتال إنما هو خُدعة لصرف الأنظار عن الهجوم الذي تعتزم العصابات شنه على القطاع الجنوبي، حيث هاجموا قرية صور باهر من نواحيها الثلاث: الشمال والجنوب والغرب. فبدأ العرب يزيدون من تحصين صور باهر، وذلك لأهمية موقعها الاستراتيجي بين القدس وبيت لحم، فأرسلوا عدد من المناضلين وانضم إليهم مجموعة من الإخوان المسلمين الأردنيين بقيادة عبد اللطيف أبو قورة -مُراقب الإخوان في عمَّان آنذاك- تُسمى «سرية أبو عبيدة عامر بن الجراح»، وانتدب البطل أحمد عبد العزيز أحد ضباطه وهو اليوزباشي محمود عبده للدفاع عن صور باهر. وكانت العصابات الصهيونية قد حاولت الهجوم على الموقع باعتباره يُشكل خطورة على مستعمراتهم، فأحضروا قوة كبيرة تُقارب الألف، وبدأوا التحرك نحو صور باهر عن طريق جبل المكبر، وعن طريق الوديان، وعندما شاهد العرب تحركات العصابات أبلغوا القائد محمود عبده الذي اتصل بكمال الدين حسين قائد المدفعية، ورُتبت الخطة بأن تكون القوة المرابطة في صور باهر على أهبة الاستعداد، وتترك اليهود يتقدمون صوب المعسكر، حتى يصلوا إلى مرمى المدفعية، وعندها بدأ الضرب في كل الاتجاهات، واضطرت العصابات الصهيونية للانسحاب، مُخلفة وراءها العديد من القتلى بلغوا قرابة 260 قتيلًا. وأُصيب القائد محمود عبده بطلقة نارية في هذه المعركة ونقل على الفور إلى المستشفى في بيت لحم، فخلفه في قيادة الحامية الملازم خالد فوزي من الإخوان المسلمين المصريين.